# Crònica de l'Assassí de Reis
La Crònica de l'Assassí de Reis és una trilogia fantàstica escrita per Patrick Rothfuss. Narra l'autobiografia de Kvothe que, gràcies a les seves fites, s'ha arribat a convertir en una llegenda viva.
L'acció de la trama es divideix en dos temps: el present, on Kvothe revela la història de la seva vida en una posada a Devan Lochees (conegut com a Cronista), i el passat, on es detalla aquesta història. Aquest últim temps és el que ocupa la major part del text. Kvothe explica les seves aventures en 3 dies, on cada dia correspon a un llibre de la sèrie:
- Primer dia: El nom del vent
- Segon dia: El temor d'un home savi
- Tercer dia: Les portes de pedra (títol provisional)

Addicionalment, l'autor ha publicat La música del silenci, novel·la curta protagonitzada per Auri, i el relat "L'arbre del llamp", centrat en el personatge de Bast, aquest últim inclosa a l'antologia Canalles (Rogues, en anglès). Ambdós són personatges de la trilogia.